# Тулку Урген Ринпоче

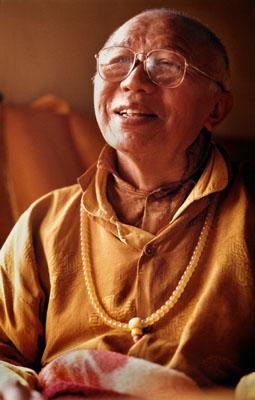
Тулку Урген Ринпоче

Тулку Урген Ринпоче (англ. Tulku Urgyen Rinpoche) (1920 — 13 февраля 1996) — буддистский религиозный деятель. Лама в традиции Ньингма, учитель Тантры и Дзогчена.

## Биография
Родился в Восточном Тибете в десятый день четвёртого месяца по тибетскому календарю в 1920 году. Он был узнан Его Святейшеством XV Кармапой как перевоплощение Гуру Чованг Тулку, а также как эманация Нубчен Сангье Еше, одного из основных учеников Гуру Ринпоче. Гуру Чованг (1212—1270) был одним из пяти Королей Тертонов, основным открывателем тайных текстов, спрятанных Гуру Ринпоче.
Основной монастырь Ургьена Тулку Ринпоче — Лачаб Гомпа, находился в Нангчен в Восточном Тибете. Ринпоче изучал и практиковал Учение Кагью и Ньингма тибетского буддизма. Из четырёх основных школ Кагью его род был основным держателем школы Баром Кагью.
В традиции Ньингма Ургьен Тулку Ринпоче был основным держателем Учений трех великих мастеров прошлого века: Терчен Чогьюр Лингпа, Джамьянг Кенце Вангпо и Конгтрул Лодро Тайе. У него была особая короткая передача Чоклинг Терсар, полное собрание посвящений, устных передач и наставлений Гуру Ринпоче, которые были открыты Терчен Чогьюр Лингпа, его прадедом. Ринпоче передал эту традицию основным держателям линии Карма Кагью, а также многим другим тулку и ламам.
Тесная связь между линией Кармап и Ургьен Тулку Ринпоче появилась начиная с Гьялва Кармапы XIV, который стал основным преемником терма Чогьюр Лингпа, получив посвящения от самого тертона. Тулку Самтен Гьямцо, внук Чогьюр Лингпа и основной гуру Ургьен Тулку Ринпоче, даровал ту же передачу Какьяб Дордже Кармапе XV. Кармапе XVI, Рангджунг Ригпе Дордже, основные передачи Чоклинг Терсар были дарованы Ургьен Тулку Ринпоче. Кроме того, Ургьен Тулку Ринпоче имел счастье даровать важнейшую передачу Дзогчен Десум, Три Раздела Великого Совершенства, Его Святейшеству Кармапе XVI, Дуджому Ринпоче и бесчисленному количеству тулку и ламам линий Кагью и Ньингма.
Тулку Ургьен Ринпоче основал шесть монастырей и ретритных центров в долине Катманду. Наиболее важные из них расположены на Боднатхе - месте Великой Ступы, и у пещеры Асура, где Гуру Ринпоче достиг уровня Махамудры Видьядхары. Ринпоче жил в уединенном монастыре Наги Гомпа, расположенном над долиной Катманду. Под его руководством находилось более трёхсот монахов и монахинь. Более двадцати лет своей жизни он провел в ретритах, включая четыре трёхлетних ретрита.
В 1980 году Ринпоче вместе со своим старшим сыном Чоки Нима Ринпоче совершил кругосветное путешествие через Европу, США, Юго-Восточную Азию, передавая огромному количеству людей учение Махамудры и Дзогчен. С тех пор в его монастыре Ка-Ньинг Шедруп Линг в Непале проводится ежегодный семинар по изучению и практике Буддизма, обучая воззрению и медитации Дзогчен, Махамудры и Срединного Пути. Не уделяя особого внимания систематизации категорий передаваемого знания или логическим ступеням философии Ургьен Тулку Ринпоче непосредственно взаимодействовал с самим состоянием ума своих слушателей.
Тулку Ургьен Ринпоче ушёл из жизни 13 февраля 1996 года в своём уединенном монастыре Наги Гомпа, расположенном на восточном склоне горы Шивапури.
В марте 2006 был найден его перерожденец (согласно религиозной традиции буддистов), четырёхлетний сын Нетен Чоклинг Гьюрме Дордже (Чоклинг из Нетена) Оргьен Джигме Рабсел Дава, он проживает в деревне Бир в штате Химачал-Прадеш, Индия.

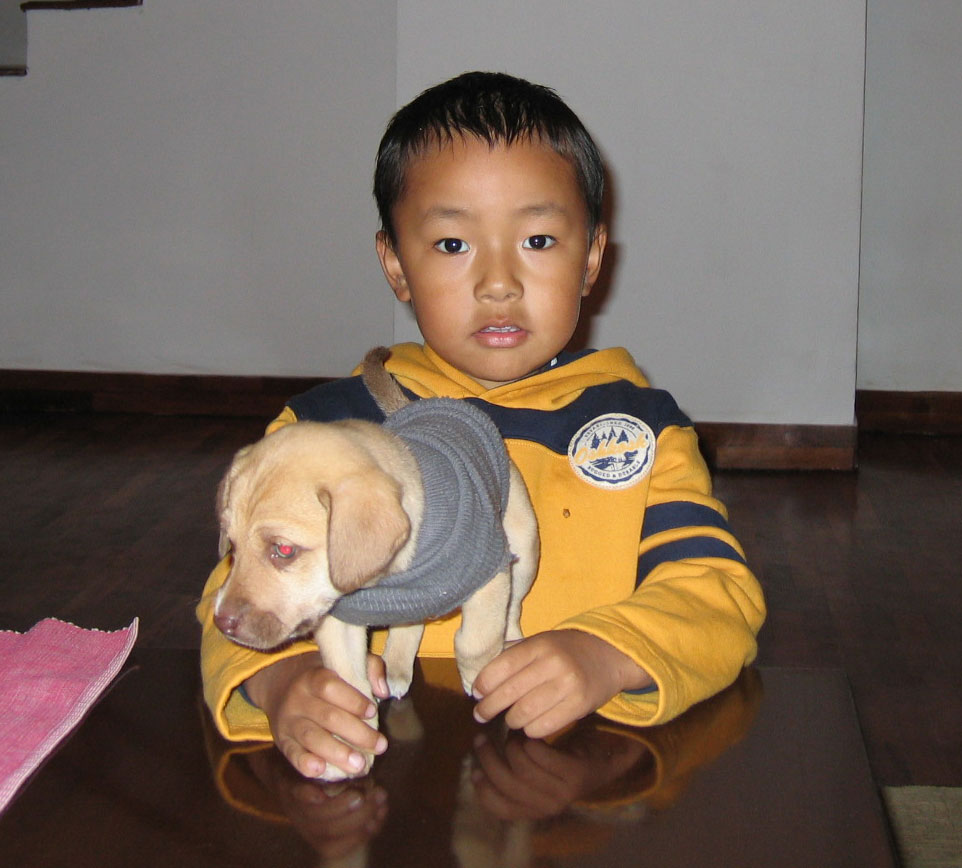
Оргьен Джигме Рабсел Дава

## Характеристика учения
В традиции Ньингма Ургьен Тулку Ринпоче был основным держателем Учений трех великих мастеров прошлого века: Терчен Чогьюр Лингпа, Джамьянг Кенце Вангпо и Конгтрул Лодро Тайе. У него была особая короткая передача Чоклинг Терсар, полное собрание посвящений, устных передач и наставлений Гуру Ринпоче, которые были открыты Терчен Чогьюр Лингпа, его прадедом. Ринпоче передал эту традицию основным держателям линии Карма Кагью, а также многим другим тулку и ламам.

## Переведенные книги
- Урген Тулку Ринпоче. Повторяя слова Будды. — М.: Открытый мир, 2008. — 171 с. — (Самадхи). — 3000 экз. — ISBN 978-5-9743-0139-4.
- Урген Тулку Ринпоче. Нарисованное радугой. — М.: Открытый мир, 2008. — 332 с. — (Самадхи). — 3000 экз. — ISBN 978-5-9743-0139-4.
- Урген Тулку Ринпоче. Блистательное величие. — М.: Открытый мир, 2008. — 478 с. — (Самадхи). — 2000 экз. — ISBN 978-5-9743-0086-8. (недоступная ссылка)
- Урген Тулку Ринпоче. Ваджрная речь.

## Сыновья и внуки
- Чоки Нима Ринпоче
- Чоклинг Ринпоче
  - Янгси Дильго Кенце Ринпоче
  - Пакчок Ринпоче
- Цокни Ринпоче
- Мингьюр Ринпоче